# Histoire de la géologie
La géologie est la science qui traite de la composition, de la structure, de l'histoire et de l'évolution des couches internes et externes de la Terre, et des processus qui la façonnent.
Certains des phénomènes géologiques les plus visibles intéressent l'humanité depuis longtemps, tremblements de terre, volcans et érosion. La première trace d'un tel intérêt est une peinture murale montrant une éruption volcanique au Néolithique, à Çatal Hüyük (Turquie) et datant du VIe millénaire avant l'ère commune. L'Antiquité se préoccupe peu de géologie, et lorsqu'elle s'en préoccupe ses écrits n'ont pas d'influence directe sur la fondation de la géologie moderne, l'érosion et le transport fluvial des sédiments est pourtant connu des Grecs anciens. La notion de couche n'apparaît explicitement que brièvement pendant la période arabe classique et de façon plus poussée en Chine, mais ces apports n'influencent pas non plus la naissance de la géologie moderne. La même situation perdure durant le Moyen Âge et la Renaissance, aucun paradigme n'émerge, les érudits restent divisés sur l'importante question de l'origine des fossiles.

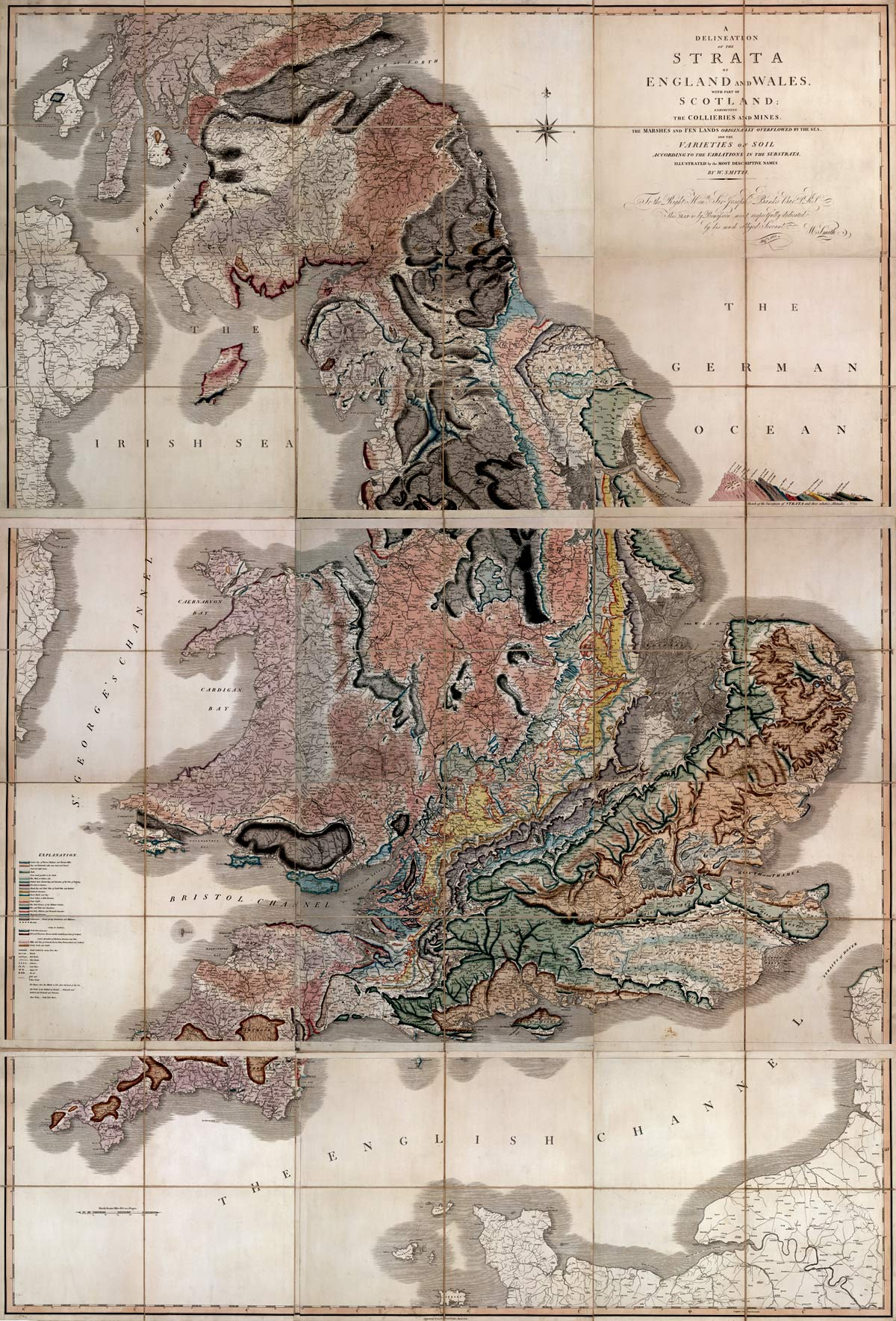
Carte géologique de la Grande-Bretagne par William Smith (1815).

La naissance de la géologie moderne est difficile à dater, Descartes, est le premier à publier une théorie de la Terre dans la quatrième partie des Principia philosophiae (1644). Nicolas Sténon en 1669 publie un ouvrage de 76 pages décrivant les principes fondamentaux de la stratigraphie. En 1721, Henri Gautier, inspecteur des ponts et chaussées, publie Nouvelles conjectures sur le globe de la terre, où l'on fait voir de quelle manière la terre se détruit journellement, pour pouvoir changer à l'avenir de figure... James Hutton publie en 1795 Theory of the Earth, with Proofs and Illustrations. William Smith, Georges Cuvier et Alexandre Brongniart fondent la biostratigraphie dans les années 1800. Charles Lyell écrit les Principes de géologie vers 1830. Dans les années 1750 la géologie n'est pas encore fondée en tant que science, dans les années 1830 elle est définitivement établie et possède ses propres sociétés savantes et publications scientifiques.

## Géologie pré-scientifique

### Les gréco-romains
Plusieurs théories, où se mêlent croyances religieuses et observations, naissent à cette époque, en Grèce puis dans l'Empire romain, en Inde antique, en Chine. La minéralogie et le volcanisme n'ont pour les anciens aucun rapport. Chez les grecs, la géologie n'est pas une science séparée comme l'astronomie mais fait partie de la géographie, ce que Karl Alfred von Zittel résume par un laconique « Il n'y a pas de géologie antique ». Pourtant quelques intuitions correctes existent, parfois correctement étayées, ou tout au moins rationnellement étayées.
Les auteurs anciens décrivent un monde éternel, traversant des cycles indéfinis, sans parvenir à établir une véritable histoire. Aristote dans son traité Météorologiques conçoit une perpétuelle transmutation entre les éléments : la terre et l'air se transforment en eau qui alimente les sources et les rivières (principe de ce qui sera appelé le cycle de l'eau). Il développe la théorie des exhalaisons attribuée à Héraclite. Les exhalaisons sont des espèces d'évaporation sous l'action du soleil. Si elles sont congelées dans la terre, elles produisent les métaux (exhalaison humide qui provient de l'humidité de la terre) ou les roches non-métalliques (exhalaison sèche qui vient de la terre elle-même). Il considère que les continents peuvent devenir mers et vice-versa et surtout que l'enchaînement de petites causes sur de longues périodes peut produire de grands effets. La mauvaise interprétation de la présence de fossiles, par Théophraste, un disciple d'Aristote, reste communément admise jusqu'à la révolution scientifique du XVIIe siècle. L'œuvre de ce savant grec ancien, traduite en latin et dans d'autres langues, sert de référence pendant près de deux mille ans.
Straton de Lampsaque effectue une analyse des phénomènes d'érosion et de transport fluviaux des sédiments dans les estuaires. Plus notable encore d'un point de vue méthodologique est l'existence de vrais débats, à une Terre ayant existé de toute éternité, l'argument de l'érosion est opposé « si la Terre n'avait pas eu de commencement [...] tous les monts eussent été aplanis au même niveau, toutes les collines eussent été ramenées au même niveau que les plaines », Zénon de Citon.
Strabon dans sa Géographie, livre XII, chap. 2, 4 parle de correspondance des « saillants et rentrants en parfaite opposition » dans un canyon au fond duquel coule une rivière, par saillants et rentrants il désigne les couches découpées par la rivière mais sans inclure la notion de couche. Dans le même passage il reconnaît l'existence du transport de limon par les rivières et l'avancée des terres qui peut en résulter à leurs estuaires. Strabon réfute aussi la théorie d'Ératosthène qui explique la présence des fossiles par un niveau plus élevé de la Méditerranée qui existait lorsque le détroit de Gibraltar était fermé dans un passé mythique. Strabon, lui, invoque une cause actuelle et observable, les tremblements de terre, pour expliquer l'élévation des fonds marins qui conduisent à la présence de fossiles dans des lieux élevés. Cette introduction de cause observable pour expliquer des phénomènes antérieurs est une des innovations grecques, toutefois les Grecs, sans l'expliquer, considèrent que ces causes ont pu se produire d'une manière plus violente dans le passé : pour eux l'observation d'un tremblement de terre conduisant à la surrection d'une île valide implicitement l'existence de séisme bien plus violent pouvant surélever des zones beaucoup plus vastes. Cette avancée des Grecs est différente du principe de l'actualisme découvert au XVIIIe siècle.
La géologie antique n'est donc pas inexistante, mais les erreurs y sont nombreuses, en partie ajoutées par des compilateurs comme Pline l'Ancien, auteur d'une œuvre d'une qualité très inégale, en partie durant le Moyen Âge. Ces erreurs et l'utilisation des textes des Gréco-Romains durant le Moyen Âge comme argument d'autorité lui donnent une réputation sulfureuse ; la géologie moderne du XVIIIe siècle n'hérite pas directement de la géologie antique.

### Les Pères de l'Église
Les Pères de l'Église se consacrent avant tout à la défense de la foi chrétienne : s'ils parlent de géologie, c'est dans l'optique de corroborer la Bible. Plusieurs d'entre eux, Tertullien, Eusèbe de Césarée..., reconnaissent les fossiles de coquillages et de poissons comme étant des animaux pétrifiés et en concluent la véracité du Déluge. Les quelques apports des Gréco-Romains sont modifiés pour les faire correspondre à la Bible, toute idée de temps géologique long est abandonnée par Isidore de Séville, mais l'application de la création du monde en six jours à la géologie ne devient influente qu'au XVIIe siècle.

### La Chine

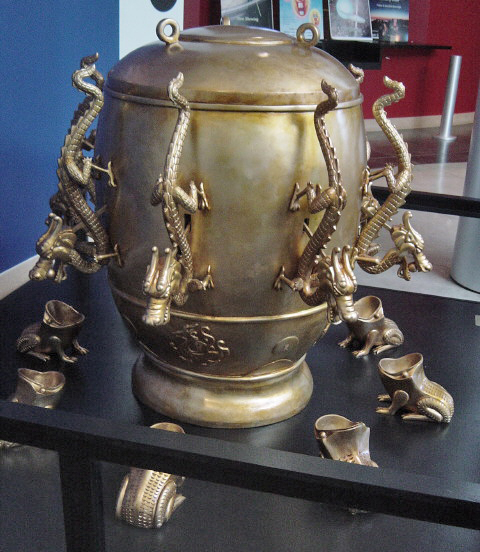
Réplique du sismographe de Zhang Heng, le Houfeng Didong Yi

Les fossiles sont connus en Chine dès le Ier siècle av. J.-C. mais ils ne sont pas toujours correctement identifiés aux espèces modernes, les restes d'un mollusque sont pris pour des ailes d'oiseau, des veines dans des roches sont confondus avec des fossiles. L'érudit Shen Kuo (1031-1095) observe des fossiles dans les différentes couches géologiques de la montagne T'ai-hang Shan et en déduit que l'érosion et le dépôt de limon remodèlent les terrains et que ces montagnes furent à un moment situées au niveau de la mer. Shen Kuo pense également que les plantes fossiles sont des preuves de changements graduels intervenus dans le climat.
La Chine étant fréquemment frappée par des tremblements de terre, la sismologie est étudiée, sans qu'une théorie concernant leurs causes soit émise. L'apport principal est technologique avec l'invention du premier sismographe. Il est composé d'une masse pesante en équilibre dans une jarre : l'appareil est capable d'indiquer la direction générale du séisme, plusieurs de ces appareils sont construits.
Le travail des chinois ne sera connu en Europe que longtemps après l'éclosion de la géologie moderne.

### La période arabe classique
La période arabe classique est principalement influencée par les auteurs grecs, directement ou indirectement par la traduction du grec en syriaque ou par l'intermédiaire des Perses. Bien que des connexions avec la science chinoise soient connues dans certains domaines, son influence est faible, voire inexistante en géologie.
Les Rasâ'il al-Ikhwân al-Safâ' -- Les Épîtres des Frères de la pureté, contiennent une description complète d'un cycle géologique, l'érosion produit des sédiments transportés par les fleuves à la mer qui peu à peu se comble. Cette description est proche de celle d'Aristote mais plus détaillé et une nouvelle idée importante est apporté, la stratification des couches sédimentaires au fond des mers débouchant sur une tentative d'explication des orogenèses « [les mers] déposent ces sables, cette argile et ces cailloux dans son fond, couche sur couche [...] s'entassent les unes sur les autres et ainsi se forment au fond des mers des montagnes et des collines ». Les Frères de la pureté introduisent l'idée d'un dissymétrie dans la forme de la Terre, les mers et les terres sont deux sphères ayant des centres distinctes, les mers ne peuvent donc pas entièrement couvrir les terres.
Avicenne est plus influent que les Frères de la pureté, pourtant ses apports sont moins intéressant, de plus son texte est connu en occident à travers une traduction d'Alfred de Sareshel vers 1200 qui tronque le texte. Ce texte, De mineralibus, sera d'abord attribué à Aristote et est souvent utilisé au Moyen Âge par les alchimistes bien qu'Avicenne dans l'original la condamne. De mineralibus contient deux parties intéressant la géologie, De la congélation des pierres et De la cause des montagnes. Les fossiles y sont expliqués par l'inclusion d'animaux et végétaux convertis en pierre par une vertu pétrifiante des sols pierreux. La partie explicative du phénomène, les terres contenant des fossiles marins étaient autrefois immergés est manquante dans le texte latin. Avicenne explique les montagnes par deux causes, les tremblements de terre qui soulèvent le sol et dans une moindre mesure par l'érosion qui laisse les reliefs les plus durs intacts. Avicenne connaît aussi la stratification qu'il explique par des avancées et des retraits successifs des mers, chaque couche est dû à l'une de ces avancées. Cette portion du texte est elle aussi manquante dans la version latine de Sareshel.

### LeMoyen Âgeeuropéen
Malgré une certaine censure de la part de l'Église le ton de la science du Moyen Âge est relativement libre, si les autorités religieuses penchent parfois vers le dogme avec l'interdiction de certaines des thèses d'Aristote vers 1210 révoqué en 1234 puis à nouveau condamné en 1277, des penseurs considèrent que la science n'est pas incompatible avec la foi chrétienne. Cette science trouve son apogée dans la création des premières universités en occident et l'avènement de la scolastique. Des érudits comme Robert Grosseteste, Roger Bacon, Thomas d'Aquin ou Guillaume d'Ockham sont des scientifiques. La condamnation de 1277 est la prémisse d'une séparation de la foi et de la science avec la doctrine de la double vérité, une concernant la foi et l'autre la raison, vérités pouvant être contradictoires, .
Albert le Grand reprend une partie des idées d'Aristote et d'Avicenne. Dans le domaine de la géologie il étudie les fossiles du bassin parisien mais semble incertain quant à leur origine, d'une part il cite Avicenne en leur attribuant une origine animale, d'autre part il évoque la possibilité que les fossiles soient créés directement dans la pierre sans avoir une origine biologique. Cette ambiguïté est partagée par d'autres auteurs du Moyen Âge, Ristoro d'Arezzo aboutit à une origine organique des fossiles, Pietro d'Abano au contraire considère qu'ils sont générés dans le sol par l'action des astres. Ristoro d'Arezzo émet aussi une théorie sur l'origine des montagnes, une forme d'attraction de la part des étoiles tend à élever la surface de la Terre, curieusement il considère cette force proportionnelle à la distance, à l'inverse de la force exercée par un aimant ou de la gravitation qui reste encore à découvrir.
Jean Buridan émet l'idée d'une composition de la Terre en deux hémisphères dissymétriques, peut être inspirée des frères de la pureté. Les terres sont plus légères que les océans, le soleil échauffant les terres les allègent. Cet allègement provoque un soulèvement des terres combattu par les phénomènes d'érosion. L'hémisphère nord comportant une majorité de terres est plus léger que l'hémisphère sud, le centre de gravité est excentré. Buridan utilise une échelle de temps incompatible avec la Bible, les phénomènes qu'il décrit demande au moins des dizaines de millions d'années, il déconnecte aussi les causes de l'astronomie, en invoquant seulement le Soleil et non plus les étoiles. Les manuscrits de Buridan ne seront pas imprimés, Léonard de Vinci reprend en partie l'idée de dissymétrie du globe, mais Buridan a moins d'influence que son successeur Albert de Saxe qui réintroduit l'astronomie dans les cycles de formation des montagnes. Buridan ne rejette pas l'idée du déluge mais il considère qu'un tel phénomène ne peut pas avoir de cause naturelle.

### La Renaissance
La Renaissance débute au XIVe siècle en Italie pour se propager dans le reste de l'Europe au XVe et XVIe siècles. La gravure sur bois puis sur cuivre et l'invention des caractères mobiles en imprimerie permet la propagation des auteurs modernes et anciens. La chute de Byzance permet l'arrivée d'un bon nombre de manuscrits et d'érudits parlant le grec en occident mais cette redécouverte des textes grecs est antérieure à la chute de l'Empire byzantin, la Renaissance est plus une période de transition que de rupture. Malgré cette ambiance propice la géologie progresse peu durant la Renaissance.
L'origine des fossiles, biologique ou non, commence à être réellement débattue à partir des années 1500, débat qui se poursuit durant la plus grande partie du XVIIe siècle,, mais dès le début de la Renaissance l'origine animale ne fait pas de doutes pour la majorité des auteurs, les principales divergences concernent les causes qui ont amené ces fossiles, souvent d'origine marine, à l'intérieur des terres.
Pour les auteurs de la Renaissance les montagnes sont soit le résultat de l'érosion (Léonard, Agricola, Palissy) ou bien sont des reliefs dont l'existence remonte à la création de la Terre ; des feux souterrains sont évoqués pour expliquer le volcanisme et les tremblements de terre mais ces causes ne sont pas appliquées à l'orogenèse.
L'origine des sources est fréquemment ramenée à une origine océanique, l'eau des océans circule sous Terre et resurgit, durant la Renaissance l'altitude des océans est mal connue, même Palissy, qui réfute cette théorie, considère que certaines parties de la surface des océans sont plus élevées que la Terre.
Léonard de Vinci ne s'intéresse ni à la volcanologie ni aux tremblements de terre. Il ne publie pas ce qu'il écrit sur les fossiles et l'érosion, son influence est difficile à estimer,. Il réfute la théorie de la genèse des fossiles sur place et les théories fondées sur le déluge, en particulier dans le Codex Leicester. Toujours dans ce codex il identifie entre elles les couches présentes des deux côtés d'une vallée érodée par la présence d'un fleuve. Léonard échoue à présenter une théorie globale de la terre, il joue avec plusieurs idées, celle d'une terre creuse, celle d'une terre remplie d'eau ou encore il reprend les idées d'Albert de Saxe et celles de Buridan.
Les principaux apports de Bernard Palissy sont contenus dans son traité des Eaux et fontaines où il réfute l'opinion fréquemment admise depuis l'Antiquité d'une origine océanique des sources et montre que l'eau des fleuves provient de la pluie,. Palissy admet l'origine biologique des fossiles mais rejette une provenance marine ou qu'ils aient été apporté par le déluge, pour lui ces fossiles sont des restes d'animaux d'eau douce provenant des fleuves et des rivières. Sur la question des fossiles, Palissy n'est pas novateur, ses apports restent inférieurs à ceux de Léonard.
Le grand humaniste Georg Bauer dit Georgius Agricola (1494–1555) résume les connaissances minières et métallurgiques de son temps dans son plus célèbre ouvrage De re metallica qui parait de manière posthume en 1556. Ce dernier comporte aussi un appendice intitulé Buch von den Lebewesen unter Tage (Livre des créatures souterraines). Il traite notamment d'énergie éolienne et hydrodynamique, du transport et de la fonte des minerais et de l'extraction de différents gisements, et constitue donc un véritable traité de métallurgie. Le De re metallica traite aussi de la succession des couches trouvées au-dessus des mines en Saxe, sans tenter d'apporter d'explication. L'œuvre d'Agricola qui intéresse peut-être le plus la géologie est publiée en 1544 sous le titre De ortu et causis subterraneorum ; il y critique les hypothèses anciennes et pose les premières fondations de ce qui va devenir plus tard la géomorphologie par sa description de l'érosion.

## En Europe
À l'aube du XVIIIe siècle, Jean-Étienne Guettard puis Nicolas Desmarest arpentèrent le centre de la France et enregistrèrent leurs observations sur une carte géologique, soulignant l'origine volcanique de cette région. 
La géologie s'est heurtée longtemps au dogme de l'Église catholique concernant l'âge de la Terre. En effet, le concept clé de la géologie est la durée, et les premières observations scientifiques contredisaient directement l'idée de la Terre créée en six jours, dogme biblique du premier chapitre de l'Ancien Testament, traitant de la Genèse.

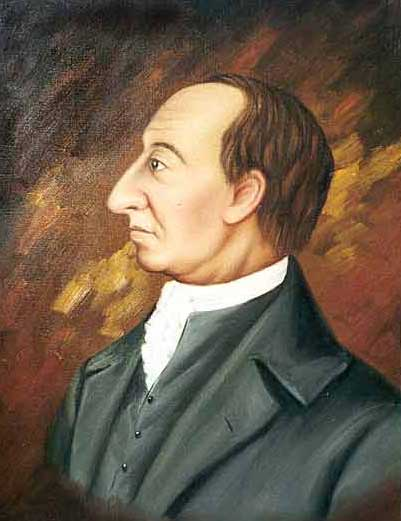
James Hutton (1726–1797)

L'écossais James Hutton (1726-1797) est considéré comme le père fondateur de la géologie moderne. En 1785, il présenta un article intitulé Theory of the Earth ; or an Investigation of the Laws observable in the Composition, Dissolution and Restoration of Land upon the Globe qui fut publié en 1788 dans les « Transactions of the Royal Society of Edinburgh ». Cet article, sous une forme pratiquement inchangée, constitue le premier chapitre de son ouvrage paru en 1795 en deux volumes, intitulé Theory of the Earth, with Proofs and Illustrations (Théorie de la Terre, avec Preuves et Illustrations). On peut considérer qu'il s'agit là du premier traité moderne de géologie puisque Hutton y expose les principes d'uniformitarisme et de plutonisme. La nouvelle théorie géologique que Hutton propose implique que la Terre doit être bien plus vieille que ce qu'on supposait auparavant. En effet, le temps que les montagnes mettent à s'éroder, et le temps que mettent les sédiments à former de nouvelles roches sous la mer, qui à leur tour seront soulevées et émergent, ne peut pas se chiffrer en millénaires, mais doit se compter en dizaines ou centaines de millions d'années. Hutton fut sans conteste un brillant chercheur, mais il exposa ses idées par écrit de manière trop confuse et trop compliquée pour que son génial ouvrage fût immédiatement compris. C'est son ami, le mathématicien écossais John Playfair (1748-1819), qui en fit un exposé clair et accessible à un large public dans son livre Illustrations of the Huttonian Theory of the Earth, paru en 1802. C'est grâce à ce digest de Playfair que la théorie de Hutton fut connue et finalement acceptée par un nombre croissant de géologues, parmi lesquels figurera l'écossais Charles Lyell. 
Les successeurs de James Hutton furent connus sous l'appellation de plutonistes, car ils pensaient que les roches étaient formées par un dépôt de laves produites sous terre dans des volcans. Ils s'opposaient en cela aux neptunistes qui pensaient que les roches s'étaient formées dans un grand océan dont le niveau baissait au cours du temps. Bien que défendant pour l'essentiel des thèses neptunistes, Georges Cuvier (1769-1832) et Alexandre Brongniart (1770-1840) postulèrent en 1811 eux aussi un âge très grand pour la Terre. Leur théorie fut inspirée par la découverte de Cuvier de fossiles d'éléphants à Paris. Pour étayer leur thèse, ils formulèrent le principe stratigraphique selon lequel des couches géologiques superposées représentent une succession dans le temps. Toutefois, ils ne furent pas les premiers à énoncer le principe fondamental de la stratigraphie, puisqu'ils furent, apparemment à leur insu, devancés par Nicolas Stenon (1638-1686) et par William Smith (1769-1839) qui dessina quelques-unes des premières cartes géologiques et commença l'ordonnancement des couches géologiques d'Angleterre et d'Écosse en examinant les fossiles qui y étaient contenus. 

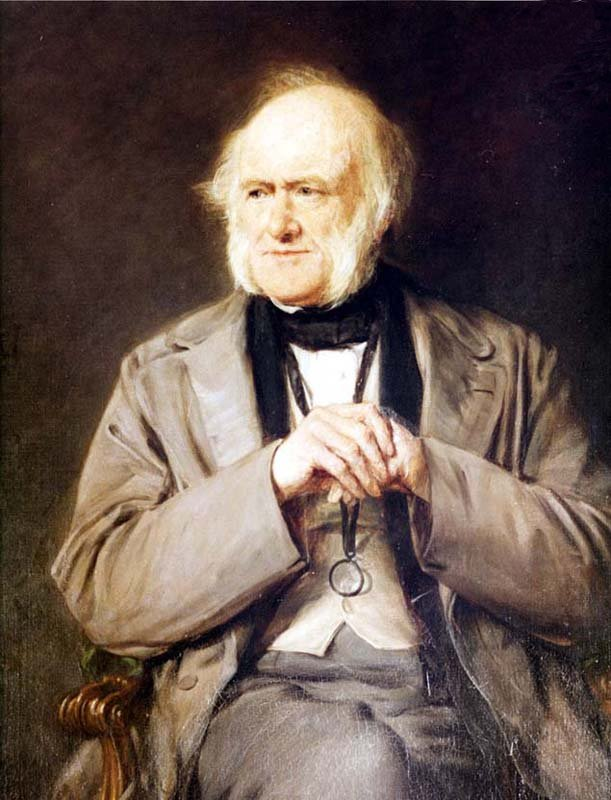
Charles Lyell (1797–1875)

Sir Charles Lyell (1797-1875) publia la première édition de ses Principes de Géologie en 1830, qu'il mit à jour par de nouvelles éditions jusqu'à sa mort en 1875. Il pensait à raison que les processus géologiques étaient lents et avaient eu lieu pendant toute l'histoire de la Terre, et se poursuivaient de la même manière à l'heure actuelle. Cette théorie, l'actualisme, est à opposer au catastrophisme selon lequel les caractéristiques terrestres ont été formées et ont évolué grâce à une suite d'événements catastrophiques. Bien que les observations contredisent cette idée, les créationnistes refusent toujours maintenant de réfuter les écrits bibliques. Les travaux de Lyell, et les principes de chronologie relative bien connus et bien développés à l'époque, ont conduit Charles Darwin (1809-1882) à publier en 1859 son ouvrage monumental, et crucial pour les idées philosophiques, intitulé The Origin of Species (L'Origine des espèces) et plus tard, en 1871, son non moins important ouvrage concernant les ancêtres de l'humanité (The Descent of Man, and Selection in Relation to Sex - La Filiation de l'homme et la sélection liée au sexe). L'observation de fossiles au sommet des Andes et à leur base poussa cet auteur à s'interroger sur la suite des événements qui avaient bien pu mener à cette répartition disparate. 
Au XIXe siècle, la géologie se pencha donc sérieusement sur l'épineuse question de l'âge de la Terre. Les estimations oscillèrent entre à peine cent mille ans jusqu'à plusieurs milliards d'années. La communauté géologique a pu, cependant, s'entendre sur le fait que la Terre devait au moins avoir plusieurs centaines de millions d'années. À cette époque les physiciens, et en particulier le très influent Lord Kelvin, n'acceptaient guère cette dernière estimation. En effet, utilisant les lois de la thermodynamique, Lord Kelvin avait calculé que la Terre, en se refroidissant graduellement depuis sa formation, devait avoir environ cinquante millions d'années. Ce résultat suppose cependant que la diffusion de la chaleur se fait par simple conduction et ignore les phénomènes de convection, sous-estimant ainsi l'âge réel de la Terre, erreur signalée par John Perry en 1894,. L'explication de Perry ne fut acceptée que dans la deuxième moitié du XXe siècle, l'erreur de Kelvin étant attribuée dans un premier temps à l'ignorance de la radioactivité au sein de la Terre, celle-ci ayant été découverte en 1896, par Henri Becquerel et Pierre et Marie Curie. La radioactivité a permis depuis d'apporter une datation des roches les plus anciennes. 

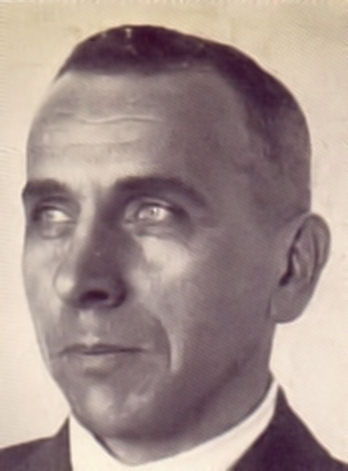
Alfred Wegener (1880–1930)

Une nouvelle avancée, appelée « révolutionnaire » par certains géologues, eut lieu en géologie dans les années 1960. Il s'agit du développement et de l'acceptation par la communauté scientifique de la tectonique des plaques. Celle-ci consiste en une revitalisation de la théorie de la dérive des continents, proposée dès 1912 par le météorologiste allemand Alfred Wegener (1880-1930), mais rejetée d'emblée par la majeure partie des géologues (DuToit en Afrique du Sud et Arthur Holmes en Écosse constituent de notables exceptions) et la totalité des géophysiciens. En réalité, la théorie de Wegener péchait par deux points faibles :
1. avec les méthodes géodésiques de l'époque, il était impossible de mettre en évidence la dérive de deux continents l'un par rapport à l'autre
2. personne n'arrivait à expliquer les forces capables de mouvoir des continents à travers le milieu résistant sous-jacent.

Les éléments qui ont finalement suggéré, à l'américain William Jason Morgan et au français Xavier Le Pichon, la notion de plaques rigides transportées par des mouvements de convection dans les grandes profondeurs de la Terre à la façon dont sont véhiculées des personnes et des objets sur les tapis roulants sont :
- les mesures paléomagnétiques,
- la cartographie des fonds sous-marins pour des besoins commerciaux et militaires,
- la reconnaissance des dorsales médio-océaniques et celle de l'expansion des fonds océaniques,
- la cartographie des épicentres sismiques à l'échelle mondiale.

Les forces capables de faire bouger des continents entiers trouvent donc leur origine dans la grande réserve de chaleur à l'intérieur de la Terre. 
La théorie de la tectonique des plaques possède l'avantage de regrouper géologues, géophysiciens et géodésiens dans une même entreprise dont le but est de connaître de mieux en mieux notre planète. Les géologues y contribuent par leurs observations sur le terrain, les sismologues par l'étude qu'ils font des mécanismes produisant les tremblements de terre, les géodésiens par la détermination de plus en plus précise des ondulations du géoïde et des anomalies gravimétriques y attachées, et les géodynamiciens par une modélisation mathématique des courants de convection à l'intérieur de la Terre. Mais il ne faut pas oublier qu'il s'agit à l'heure actuelle toujours d'une théorie qui présente beaucoup de lacunes et de faiblesses, même si ses points essentiels semblent définitivement acquis. D'autre part, malgré l'engouement des jeunes géologues pour cette théorie, nombreux sont ceux qui devront toujours, ne fût-ce que pour gagner leur vie dans un service géologique ou une entreprise de prospection quelconques, faire de la « géologie de papa », c'est-à-dire prélever des échantillons de roche sur le terrain, savoir dresser et interpréter des cartes géologiques à l'échelle locale ou régionale et, éventuellement, être à même de se servir d'instruments de mesure que les géophysiciens mettent à leur disposition.